# Khamis Kagasheki
Khamis Kagasheki, né le 30 août 1951, est un homme politique tanzanien membre du Chama cha Mapinduzi (CCM), parti politique au pouvoir. Il est notamment député de 2005 à 2015 et ministre des Ressources naturelles et du Tourisme de mai 2012 à décembre 2013.

## Carrière
Khamis Kagasheki est ambassadeur de 1977 à 1990, travaille ensuite durant quinze ans à l'Organisation mondiale de la propriété intellectuelle, est élu député en 2005 (cf. ci-dessous) puis est adjoint au ministre des Affaires intérieures de février 2008 à mai 2012. Après quoi il est nommé ministre des Ressources naturelles et du Tourisme, fonction qu'il occupe jusqu'en décembre 2013. Son deuxième mandat de député cesse fin 2015.

### Député
Khamis Kagasheki est élu dans le district de Bukoba Urban fin 2005 face à un adversaire du Front civique uni. Il est réélu en 2010 puis battu par Wilfred Lawakatare du Parti pour la démocratie et le progrès (opposition) en 2015,.

### Ministre des Ressources naturelles et du Tourisme
Khamis Kagasheki est nommé ministre des Ressources naturelles et du Tourisme le 7 mai 2012.
En août 2013, il indique que les réseaux du trafic de l'ivoire incluent notamment des personnalités politiques, tandis que son adjoint Lazaro Nyalandu ajoute que des personnes haut placées au conseil des ministres ainsi que des officiels de l'armée, des autorités portuaires, de l'immigration et de la protection des aires protégées en sont complices. Il propose en octobre de la même année l'exécution sur le champ des braconniers arrêtés en flagrant délit, déclenchant la polémique,.
Il se fait cependant limoger en décembre 2013, ainsi que les ministres de la Défense, des Affaires intérieures et du Développement de l'élevage, par le président Jakaya Kikwete, après une opération anti-braconnage nommée en kiswahili Operesheni Tokomeza (« Opération destruction »). Une enquête parlementaire a en effet conclu qu'elle aurait abouti à des meurtres, viols, actes de tortures et exactions sur des civils par certains membres des forces (police, armée, rangers et gardes forestiers) participant à l'opération.